# Diathoneura tanyptera
Diathoneura tanyptera är en tvåvingeart som först beskrevs av Oswald Duda 1925.  Diathoneura tanyptera ingår i släktet Diathoneura och familjen daggflugor.
Artens utbredningsområde är Costa Rica. Inga underarter finns listade i Catalogue of Life.